# 霧島町蒸留所
株式会社霧島町蒸留所（きりしまちょうじょうりゅうじょ）は、鹿児島県霧島市に本社を置く酒類醸造会社である。かつての社名はさつま霧島酒造。平成の大合併により消滅した霧島町にちなみ改名した。

## 沿革
- 1911年（明治44年）現在地にて創業
- 2020年（令和2年）5月1日 - 新型コロナウイルス感染症の流行により消毒用アルコール代用可能な高濃度スピリッツ「明るい農村 ALCOHOL77」を緊急発売。

## 注
1. ↑  http://akarui-nouson.jp/?page_id=26

## 主要商品
- 明るい農村
- 農家の嫁
- 花は霧
- 百姓百作
- 霧島町蒸留所
- 奥霧島
- 霧島川
- キリシマメアサ
- スピリッツ明るい農村 ALCOHOL77%